# 阿里斯季夫卡
48°46′55″N 28°18′30″E / 48.78194°N 28.30833°E
阿里斯季夫卡（烏克蘭語：Аристівка），是烏克蘭的村落，位於該國西南部文尼察州，由日梅林卡區負責管轄，始建於1600年，面積5.2平方公里，海拔高度306米，2001年人口190，人口密度每平方公里36.54人。